# Спасо-Преображенський Гуслицький монастир
Гуслицький Свято-Преображенський монастир — діючий чоловічий монастир РПЦ розташований у місті Куровське Московської області Росії.

## Засновник монастиря
Засновником монастиря є схиігумен Парфеній Агеєв, пострижник Афону. Однак повного і детального опису його життя поки нема, однак відомо, що він народився 14 листопада 1806 року в Молдавії у місті Ясси в російській сім'ї, ім'я в хрещенні — Петро. Монашество прийняв 1831 року у старообрядському монастирі у селі Біла Криниця поблизу Карпат в Україні. Однак у 1839 році у Молдавії покинув старообрядництво. Того ж року виїхав на гору Афон де був пострижений у монахи під іменем Памва, а 1841 року прийняв ім'я Парфенія. 1858 року почав роботу з заснування Гуслицького Спасо-Преображенського місіонерського монастиря — він був заснований у районі компактного проживання російських старообрядців. Помер ігумен Парфеній 17 травня 1878 року.

## Історія монастиря
Гуслицький Спасо-Преображенський чоловічий монастир був заснований 1858 року, він мав поєднувати традиційне монаше служіння з місіонерством та навчанням дітей. Уже через два роки після заснування тут перебувало 50 монахів, хоча планувалось 33 за числом земних років Спасителя. У монастирі було 4 храми: великий кам'яний Спасо-Преображенський, храм на честь ікони Божої Матері «Всіх що в Скорботі Радість», дерев'яний Успіння Пресвятої Богородиці та храм Воскресіння Христового.
У 1918–1920 році у монастирі була розташована колонія для малолітніх злочинців, у 1922 році монастир було закрито, однак там залишились жити монахи, ділячи територію з будинком інвалідів. Потім значне число монахів було репресовано, деякі з них після смерті зараховані до числа новомучеників та ісповідників. Останні три монаха пішли звідти у 1928 році, коли монастир остаточно зачинили.
У 1994 році частина монастирських будівель була повернута церкві, почалось відродження обителі.

## Будівлі монастиря
Дзвіниця була споруджена з 1914 по 1917 рік, її висота складає 55,8 метрів від рівня відмостків до верхньої частини хреста. У радянські часи на третьому ярусі було влаштовано водонапірний бак. Вона є архітектурно-істориичним пам'ятником Підмосков'я, однак їй загрожує зникнення.
Трапезна з церквою Царственних Страстотерпців. Будівлю трапезної зведено у 1860-1870-х роках, її висота складає 14,5 метра. Стан частини перекриття аварійний. У храмі ведеться реставрація.

## Новомученики
Ряд монахів монастиря, які були закатовані у роки переслідувань церкви згодом були зараховані до числа Новомучеників. А саме:
- преподобомученик Іосаф (Кримзин), його пам'ять вшановують 19 листопада (2 грудня за новим стилем). Народився 7 вересня 1880 року. 18 листопада 1937 року його арештували, а 2 грудня 1937 року розстріляний та похований у загальній могилі та полігоні Бутово під Москвою.[2]